# Motociklistična Velika nagrada Jugoslavije
Motociklistična Velika nagrada Jugoslavije je bila motociklistična dirka svetovnega prvenstva med sezonama 1969 in 1990.

## Zmagovalci
| Leto | Dirkališče | 80 cm³            | 125 cm³        | 250 cm³         | 500 cm³         | Poročilo |
| ---- | ---------- | ----------------- | -------------- | --------------- | --------------- | -------- |
| 1990 | Reka       |                   | Stefan Prein   | Carlos Cardús   | Wayne Rainey    | Poročilo |
| 1989 | Reka       | Peter Öttl        |                | Sito Pons       | Kevin Schwantz  | Poročilo |
| 1988 | Reka       | Jorge Martinez    | Jorge Martinez | Sito Pons       | Wayne Gardner   | Poročilo |
| 1987 | Reka       | Jorge Martinez    |                | Carlos Lavado   | Wayne Gardner   | Poročilo |
| 1986 | Reka       | Jorge Martinez    |                | Sito Pons       | Eddie Lawson    | Poročilo |
| 1985 | Reka       | Stefan Dörflinger |                | Freddie Spencer | Eddie Lawson    | Poročilo |
| 1984 | Reka       | Stefan Dörflinger |                | Manfred Herweh  | Freddie Spencer | Poročilo |

| Leto | Dirkališče | 50 cm³            | 125 cm³            | 250 cm³            | 350 cm³            | 500 cm³          | Poročilo |
| ---- | ---------- | ----------------- | ------------------ | ------------------ | ------------------ | ---------------- | -------- |
| 1983 | Reka       | Stefan Dörflinger | Bruno Kneubühler   | Carlos Lavado      |                    | Freddie Spencer  | Poročilo |
| 1982 | Reka       | Eugenio Lazzarini | Eugenio Lazzarini  | Didier de Radigues |                    | Franco Uncini    | Poročilo |
| 1981 | Reka       | Ricardo Tormo     | Loris Reggiani     |                    | Anton Mang         | Randy Mamola     | Poročilo |
| 1980 | Reka       | Ricardo Tormo     | Guy Bertin         | Anton Mang         |                    |                  | Poročilo |
| 1979 | Reka       | Eugenio Lazzarini | Angel Nieto        | Graziano Rossi     | Kork Ballington    | Kenny Roberts    | Poročilo |
| 1978 | Reka       | Ricardo Tormo     | Angel Nieto        | Gregg Hansford     | Gregg Hansford     |                  | Poročilo |
| 1977 | Opatija    | Angel Nieto       | Pier Paolo Bianchi | Mario Lega         | Takazumi Katayama  |                  | Poročilo |
| 1976 | Opatija    | Ulrich Graf       | Pier Paolo Bianchi | Dieter Braun       | Olivier Chevallier |                  | Poročilo |
| 1975 | Opatija    | Angel Nieto       | Dieter Braun       | Dieter Braun       | Pentti Korhonen    |                  | Poročilo |
| 1974 | Opatija    | Henk van Kessel   | Kent Andersson     | Chas Mortimer      | Giacomo Agostini   |                  | Poročilo |
| 1973 | Opatija    | Jan de Vries      | Kent Andersson     | Dieter Braun       | János Drapál       | Kim Newcombe     | Poročilo |
| 1972 | Opatija    | Jan Bruins        | Kent Andersson     | Renzo Pasolini     | János Drapál       | Alberto Pagani   | Poročilo |
| 1970 | Opatija    | Angel Nieto       | Dieter Braun       | Santiago Herrero   | Giacomo Agostini   | Giacomo Agostini | Poročilo |
| 1969 | Opatija    | Paul Lodewijkx    | Dieter Braun       | Kelvin Carruthers  | Silvio Grassetti   | Godfrey Nash     | Poročilo |